# 津島神社 (真鶴町)
津島神社（つしまじんじゃ）は、神奈川県足柄下郡真鶴町にある神社である。通称は「お天王さま」。
スサノオを祀る。国の重要無形民俗文化財「真鶴の鹿島踊り」が毎年夏、貴船祭り前日と最終日に奉納されることで有名。

## 歴史
創立年代は鎌倉時代といわれる。玉垣には昭和十●年奉納の刻銘がある。

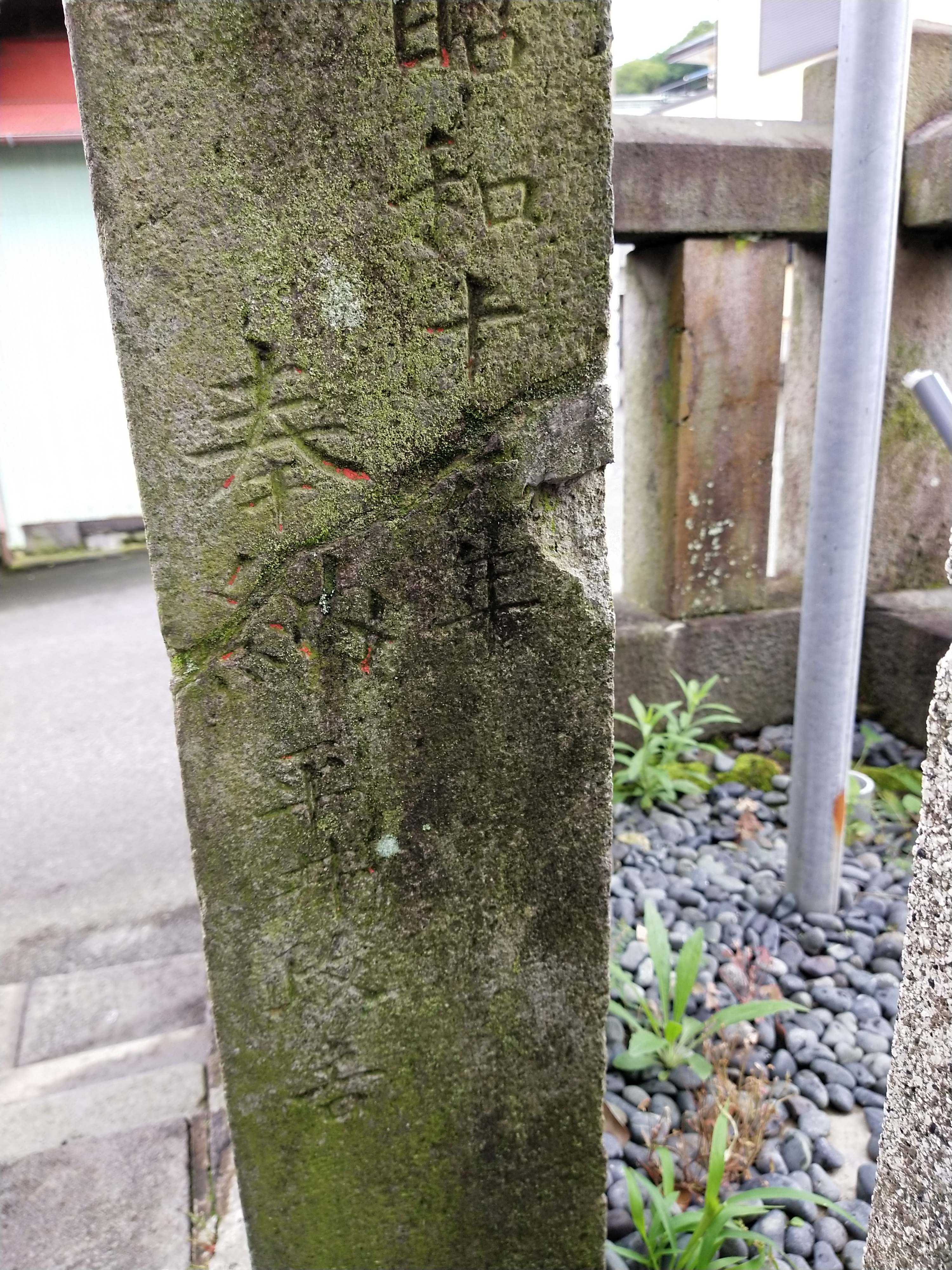
津島神社の玉垣。昭和十●年の刻銘がある
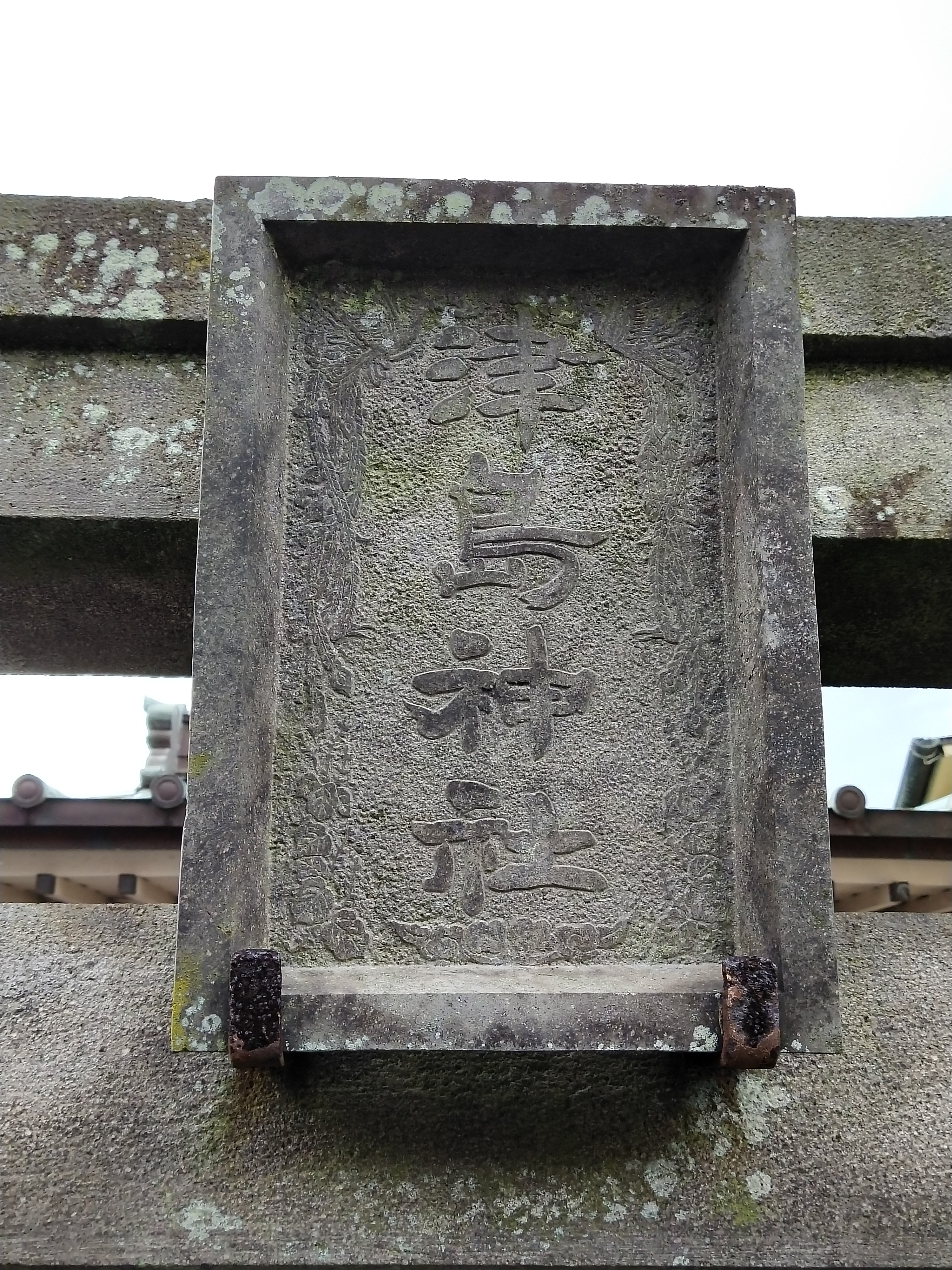
津島神社鳥居

## 祭事
真鶴の「貴船祭り」前日と最終日には町民による「鹿島踊り」が津島神社に奉納される。その後は続けて東西囃子連による囃子や、子供会による囃子が打ち込まれる。これは荒ぶるスサノオを鎮める意味合いもある。最終日夕方、神輿を貴船神社へ還御した鹿島連はその足で貴船神社を出て津島神社へと向かい、最後に津島神社で鹿島踊りが奉納されると祭りは静かに幕を閉じる。
貴船祭りと鹿島踊りは1976年（昭和51年）に県の無形文化財に、1996年（平成8年）に国の重要無形民俗文化財に指定された。